# Макарчук Арсен Володимирович
Арсен Володимирович Макарчук (нар. 1986, Львів) — український державний службовець, кандидат юридичних наук, голова Державної служби статистики України з 2025 року.

## Освіта
- 2008 рік — Львівський державний університет внутрішніх справ за спеціальністю «правознавство».
- 2013 рік — Захистив дисертацію на здобуття наукового ступеня кандидата юридичних наук.
- 2017 рік — Приватний вищий навчальний заклад «Міжнародний інститут менеджменту» (МІМ-Київ) за спеціальністю «бізнес-адміністрування» (магістр бізнес-адміністрування).

## Робота
- 2010—2015 — робота в ПАТ «Укрсоцбанк»
- 2015—2016 — керівник проєктів та програм Управління реалізації стратегічних змін Національного банку України
- 2016—2018 — помічник Голови НБУ
- 2018—2020 — керівник Офісу Правління НБУ
- 2020—2025 — директор Департаменту стратегії та розвитку НБУ[2]
- з березня 2025 року — голова Державної служби статистики України.  Міністр цифрової трансформації Михайло Федоров для нового керівника визначив цілі і пріоритети: пришвидшити цифрову трансформацію Держстату, його треба перетворити в динамічну організацію, схожу на технологічну компанію[3].